# Promicrogaster munda
Promicrogaster munda är en stekelart som beskrevs av Muesebeck 1958. Promicrogaster munda ingår i släktet Promicrogaster och familjen bracksteklar. Inga underarter finns listade i Catalogue of Life.